# Sixten David Sparre
Sixten David Sparre, född 20 april 1787 i Hjälmsänga i Rydaholms socken, död 22 april 1843 i Stockholm, var en svensk friherre och militär. Han var farbror till landshövdingen Knut Sparre.

## Biografi
Han var son till kaptenen friherre Carl Gustaf Sparre (1750–1808) och Carolina Maria Ehrenpohl. Han blev förare vid Jönköpings regemente redan som sexåring 1793, och han blev utnämnd till fänrik vid Livgrenadjärregementet 1805. Sparre utmärkte sig i dansk-svenska kriget 1808 i Norge. Sparres regemente tvingades efter en intensiv strid att kapitulera, men Sparre vägrade gå med på detta och bröt med några man igenom fiendens linjer, och tog sig tillbaka till den svenska armén. Sparre hade då redan rapporterats som död i strid, men fick vid sin återkomst både Svärdsorden samt befordran till andre löjtnant.
Det berättas att då Sparre kom till godset Nygård för att fria till sin blivande fru, troligen år 1809 eller 1810, så blev han igenkänd av betjänten. Denne hade sett Sparre uppträda inkognito som spelman på ett bondbröllop utanför Lofta. Sparre hade nämligen efter en duell i Stockholm rest ifrån staden på ett fartyg. På godset blev han nu igenkänd av betjänten som berättade detta för Sofia Lewenhaupt som blev mycket road av historien.
År 1812 befordrades han till kapten vid sitt regemente och deltog som sådan i Sjätte koalitionskriget i Tyskland 1813. Sparre deltog även i det svenska fälttåget mot Norge 1814. Samma år begärde han avsked från sitt regemente men fick stanna som brigadadjutant vid sin gamla brigad. Han befordrades till major vid sitt gamla regemente 1817, samt utnämndes senare samma år till befälhavare för Smålands dragonregementes infanteribataljon.
Under denna tid hade Sparre även fått en civil befattning då han 1810 hade utnämnts till kammarherre hos drottningen, Hedvig Elisabeth Charlotta. År 1818 utnämndes han till adjutant hos Karl XIV Johan för att 1821 befordras till överstelöjtnant. Han blev kabinettskammarherre och överste i armén 1823. År 1825 blev han överste och chef för Upplands regemente (1825–1837). År 1827 blev han generaladjutant för att 1837 utnämnas till sekundchef vid Svea livgarde (1837–1843) samt befordrad till generalmajor i armén. 1837 utnämndes han även till förste adjutant hos kungen. Därmed blev han även chef för Konungens adjutant- och ordonnansofficerskår. Han uppskattades av Karl XIV Johan på grund av sitt utseende och sätt.
Sparre avled 56 år gammal 1843. Begravningen skedde den 4 maj samma år i Jacobs kyrka och han är gravsatt i Riddarholmskyrkan. Vid begravningen spelade regementspastorn Carl Olof Gravallius ett egenkomponerat verk för harpa.

### Familj
Han var gift med grevinnan Sofia Amalia Eleonora Lewenhaupt och far till drottning Josefinas hovfröken Sigrid Sparre (1825–1910), känd för sin romans med Karl XV. Genom äktenskapet kom han i besittning av herrgården Nygård i Lofta socken i Småland som han dock tvingades sälja 1833 för 180 000 riksdaler banco till hertigen Athanase Fouché. Han uppges ha varit festglad och en passionerad spelare som förslösade sin hustrus förmögenhet.

## Utmärkelser
- Riddare av Svärdsorden – 30 juli 1808 [5]
- Kommendör av Svärdsorden – 28 januari 1837 [5]
- Riddare av 1:a klass av ryska Sankt Stanislausorden – 12 juni 1838 [5]
- Kommendör med Stora Korset av Svärdsorden – 6 februari 1843 [5]

## Bilder

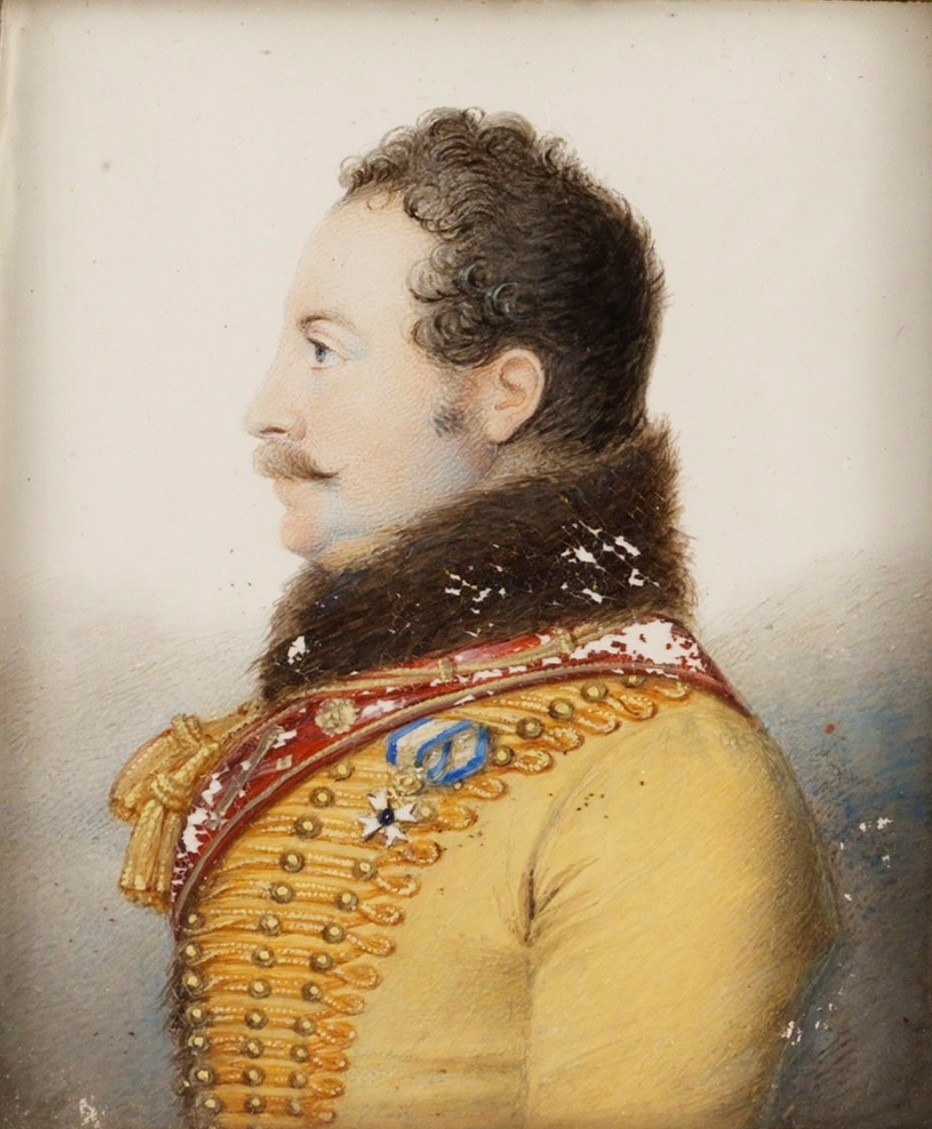
Sixten David Sparre som adjutant vid Konungens adjutant- och ordonnansofficerskår med Svärdsorden på bröstet. Porträtt av Jacob Axel Gillberg.
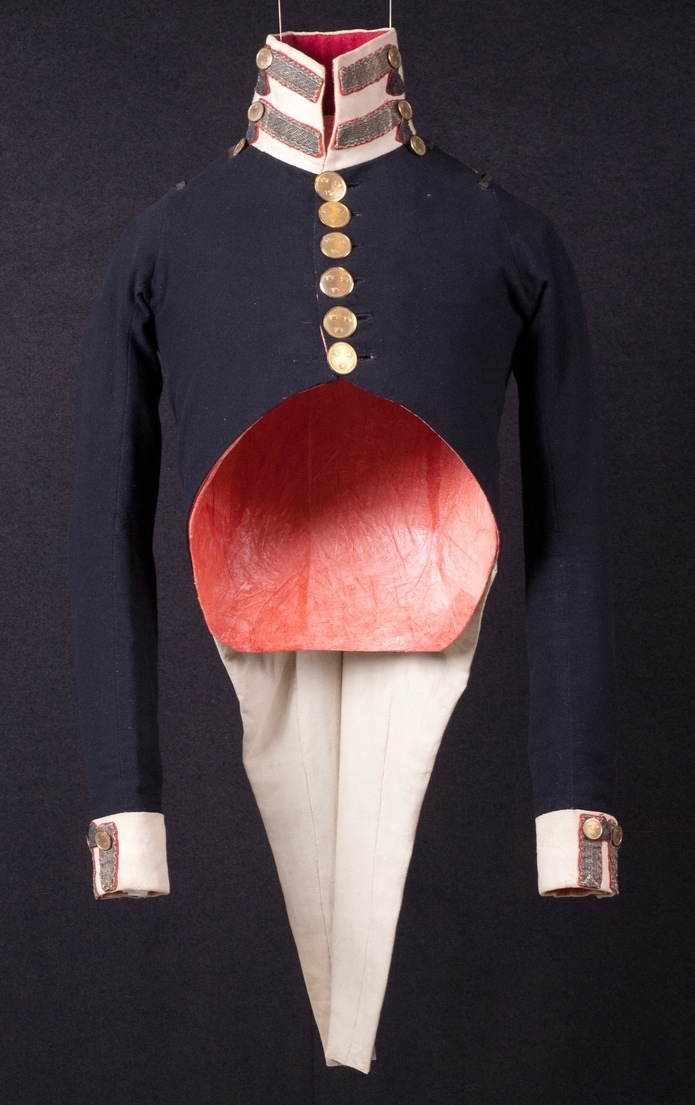
Frack m/1806 för en fänrik vid Livgrenadjärregementet, som Sparre bar under sin tid vid förbandet. Armémuseum.
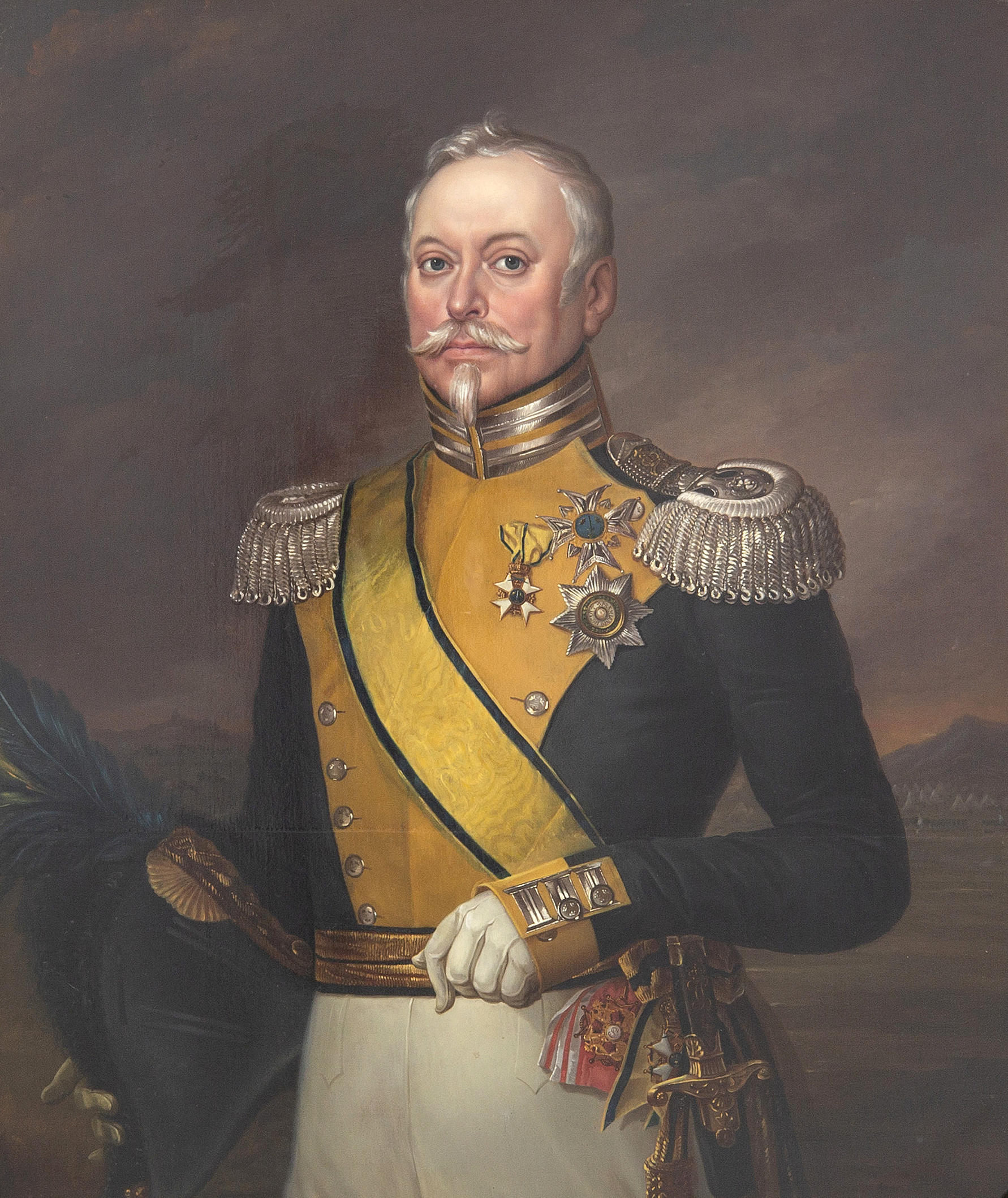
Porträtt av Sixten David Sparre av Carl Wilhelm Nordgren.